# サベー空港
サベー空港（Savé Airport）は、ベナンのコリネス県サベーにある空港。